# Soutelo (Mogadouro)
Soutelo ist ein Ort und eine ehemalige Gemeinde (Freguesia) im portugiesischen Kreis Mogadouro. Die Gemeinde hatte 132 Einwohner (Stand 30. Juni 2011).
Am 29. September 2013 wurden die Gemeinden Soutelo und Remondes zur neuen Gemeinde União das Freguesias de Remondes e Soutelo zusammengeschlossen.